# Ча Вињ (покрајина)
Ча Вињ (виј. Trà Vinh) је једна од 58 покрајина Вијетнама. Налази се у региону Делта Меконга. Заузима површину од 2.295,1 km². Према попису становништва из 2009. у покрајини је живело 1.003.012 становника. Главни град је Ча Вињ.